# Tepelenë (district)
Tepelenë (Albanees: Rrethi i Tepelenës) is een van de 36 districten van Albanië. Het heeft 32.000 inwoners (in 2004) en een oppervlakte van 817 km². Het district ligt in het zuiden van het land in de prefectuur Gjirokastër. De hoofdstad is de stad Tepelenë.
Tepelenë staat bekend als een bron van betrouwbaar drinkwater.

## Gemeenten
Tepelenë telt tien gemeenten, waarvan twee steden.
- Buz
- Krahës
- Kurvelesh
- Lopës
- Luftinjë
- Memaliaj (stad)
- Memaliaj Fshat
- Qendër
- Qesarat
- Tepelenë (stad)

## Bevolking
In de periode 1995-2001 had het district een vruchtbaarheidscijfer van 2,34 kinderen per vrouw, hetgeen lager was dan het nationale gemiddelde van 2,47 kinderen per vrouw.
Berat · Bulqizë · Delvinë · Devoll · Dibër · Durrës · Ëlbasan · Fier · Gjirokastër · Gramsh · Has · Kavajë · Kolonjë · Korçë · Krujë · Kuçovë · Kukës · Kurbin · Lezhë · Librazhd · Lushnjë · Malësi e Madhe · Mallakastër · Mat · Mirditë · Peqin · Përmet · Pogradec · Pukë · Sarandë · Skrapar · Shkodër · Tepelenë · Tirana · Tropojë · Vlorë